# Château Pèlerin

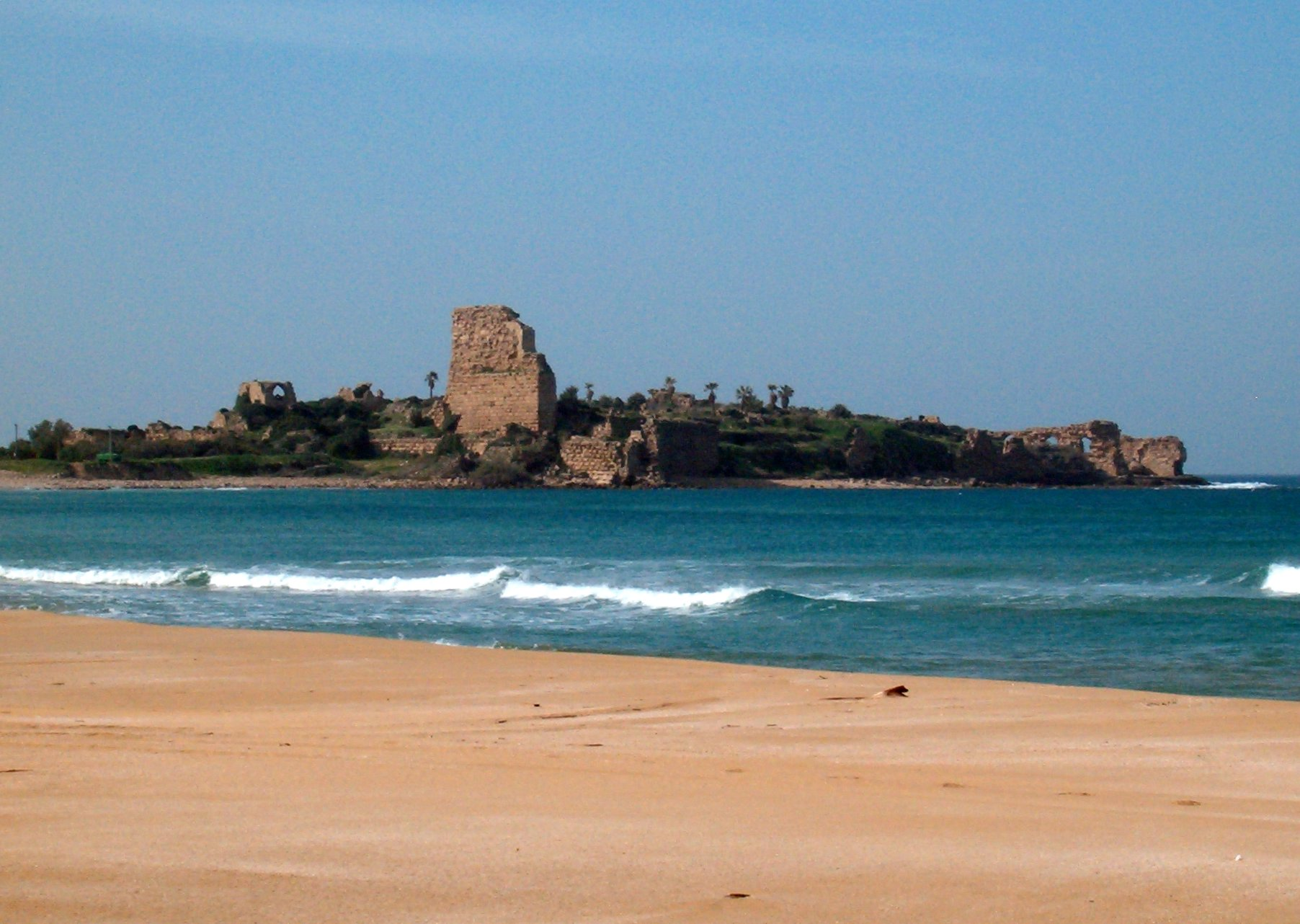
Château Pèlerin

Château Pèlerin (ook bekend als het Atlitfort) is een kruisvaardersburcht, 13 kilometer ten zuiden van de Israëlische stad Haifa.
De Tempeliers begonnen met de bouw in 1218, tijdens de Vijfde Kruistocht. De burcht viel in 1291 in handen van de mammelukken, vlak na de val van Akko. Château Pèlerin werd zwaar beschadigd tijdens een aardbeving in 1837. Tegenwoordig is het een trainingsgebied van de Israëlische marine.